# Wollingster See und Randmoore
Wollingster See und Randmoore ist ein Naturschutzgebiet in der niedersächsischen Gemeinde Beverstedt im Landkreis Cuxhaven.

## Allgemeines
Das Naturschutzgebiet ist rund 117 Hektar groß. Es ist größtenteils Bestandteil des FFH-Gebietes „Wollingster See mit Randmooren“. Das Gebiet steht seit dem 17. September 2010 unter Naturschutz. In dem Naturschutzgebiet ist das im März 1962 ausgewiesene, 9 Hektar große ehemalige Naturschutzgebiet „Wollingster See“ mit dem Kennzeichen NSG LÜ 012 aufgegangen. Zuständige untere Naturschutzbehörde ist der Landkreis Cuxhaven, der das Naturschutzgebiet unter dem Kennzeichen NSG CUX-001 führt. Der See war bereits 1932 unter Naturschutz gestellt worden. Ein Teil des jetzigen Schutzgebietes umfasst auch das 1973 ausgewiesene, rund 900 Hektar große Landschaftsschutzgebiet „Osterndorfer Moor“, das das Naturschutzgebiet nahezu vollständig umgibt.

## Beschreibung
Das Naturschutzgebiet liegt nordöstlich von Beverstedt. Es umfasst den Wollingster See und seine Uferzone im Norden des Schutzgebietes und das südlich vom See liegenden Beverstedter Moor und Teile des Osterndorfer Moores, beides Hochmoorgebiete.
Der See ist in eine in der Saale-Kaltzeit oder der Weichsel-Kaltzeit geprägte Geestlandschaft eingebettet. Seine Entstehung ist nicht eindeutig geklärt. Es kann sich um einen eiszeitlichen Strudelkolk handeln. Neuere Untersuchungen gehen davon aus, dass es sich um einen Pingo handelt, in dessen Hohlform sich nach dem Abtauen des Eises Wasser sammeln konnte.
Die Gewässergüte des Wollingster Sees ist oligotroph. In ihm kommen Strandling und Wasser-Lobelie vor. Auch das Brachsenkraut war hier heimisch, wurde jedoch zuletzt Anfang des 21. Jahrhunderts nachgewiesen. Am Ufer des Sees siedeln Binsen und Schilfröhricht. Im Übergangsbereich zu den sich südlich des Wollingster Sees anschließenden Moorgebieten siedeln Zwergstrauchheiden auf sandigem Boden.
Die Moorgebiete sind überwiegend entwässert und durch Torfstiche verändert. Sie sind großteils mit Birken-Kiefern-Moorwäldern bewachsen. Auf den nicht bewaldeten Flächen sind Hochmoorvegetation, Moorheide und Schwingrasen zu finden. Die Moorflächen sollen durch Wiedervernässung renaturiert werden. Randbereiche des Moores werden überwiegend als Grünland landwirtschaftlich genutzt, die Heideflächen in den Randbereichen werden mit Moorschnucken beweidet und so baumfrei gehalten. Das Naturschutzgebiet ist Lebensraum von Kranich, Sumpfohreule, Kreuzotter, Schlingnatter, Ringelnatter, Waldeidechse und Moorfrosch. Der Wollingster See ist wichtiger Lebensraum für Eintagsfliegen, Zuckmücken und Libellen. Die sandigen Bereiche um den See sind Lebensraum für Sandbienen und Schlupfwespen sowie verschiedene Käfer wie den Sandlaufkäfer.
Das Moorgebiet wird zum Dohrener Bach, einem Nebenfluss der Lune, und zum Frelsdorfer Mühlenbach, einem Nebenfluss der Geeste, entwässert.
Nördlich des Sees befindet sich ein Campingplatz am Rand des Naturschutzgebietes. Rund um den Wollingster See führt ein rund 1,5 km langer und ausgeschilderter Wanderweg.
Das Naturschutzgebiet wird nahezu vollständig von landwirtschaftlichen Nutzflächen umgeben. Im Osten grenzt es an einen Wirtschaftsweg. Die Trasse der geplanten Küstenautobahn A 20 zwischen Westerstede und Drochtersen verläuft nur wenige hundert Meter nördlich des Naturschutzgebietes.